# Даксбері (переписна місцевість, Массачусетс)
Даксбері (англ. Duxbury) — переписна місцевість (CDP) в США, в окрузі Плімут штату Массачусетс. Населення — 1896 осіб (2020).

## Географія
Даксбері розташоване за координатами 42°2′40″ пн. ш. 70°40′45″ зх. д. / 42.04444° пн. ш. 70.67917° зх. д. (42.044352, -70.679239).  За даними Бюро перепису населення США в 2010 році переписна місцевість мала площу 6,89 км², з яких 5,72 км² — суходіл та 1,17 км² — водойми.

## Демографія
Згідно з переписом 2010 року, у переписній місцевості мешкали 1802 особи в 644 домогосподарствах у складі 514 родин. Густота населення становила 262 особи/км².  Було 737 помешкань (107/км²).
Расовий склад населення:
| - 98,4 % — білих - 0,7 % — азіатів - 0,3 % — чорних або афроамериканців - 0,1 % — вихідців з тихоокеанських островів - 0,1 % — корінних американців |

До двох чи більше рас належало 0,3 %. Частка іспаномовних становила 0,7 % від усіх жителів.
За віковим діапазоном населення розподілялося таким чином: 29,3 % — особи молодші 18 років, 54,4 % — особи у віці 18—64 років, 16,3 % — особи у віці 65 років та старші. Медіана віку мешканця становила 45,2 року. На 100 осіб жіночої статі у переписній місцевості припадало 93,6 чоловіків;  на 100 жінок у віці від 18 років та старших — 93,3 чоловіків також старших 18 років.
Середній дохід на одне домашнє господарство  становив 166 074 долари США (медіана — 150 481), а середній дохід на одну сім'ю — 191 968 доларів (медіана — 168 068). За межею бідності перебувало 3,3 % осіб, у тому числі 2,8 % дітей у віці до 18 років та 0,0 % осіб у віці 65 років та старших.
Цивільне працевлаштоване населення становило 639 осіб. Основні галузі зайнятості: науковці, спеціалісти, менеджери — 21,4 %, освіта, охорона здоров'я та соціальна допомога — 21,0 %, фінанси, страхування та нерухомість — 16,3 %.